# تشوغتشوكاراس
تشوغتشوكاراس (بالإنجليزية: Chugchucaras)‏ هي أطعمةٌ شَهيةٌ مَحليةٌ في لاتاكونغا في الإكوادورِ والمناطِقِ المُحِيطَةِ بِها. تَحتوي التشوغشوناكراس على لَحمِ الخِنزيِرِ مَقليٍ عَميقٍ، ودقائق مِنَ حَباتِ الذُرةِ المَسلوق، والبطاطِسِ، ومَوزِ الجَنةِ المَقليِ، وإمبنادة( أكلة تُشبه القطايف بشَكلها، والمُعجناتِ بطَبِيعَتها)،  وقِشرةِ لَحمِ الخِنزيرِ.
إنَها مَصحوبةٌ بصَلصلةِ آخي، صَلصَلةٌ حارةٌ مَصنوعةٌ مِنَ الفُلفُلِ الحَارِ، والطَماطِمِ، والكُزبَرةِ، والبَصَلِ.
أَصلُ كَلِمَةِ تشوغشوناكارا مِنَ كَلِمَتَين: كِتشوا(التي تُشيرُ إلى لُغة الإكوادورِ الأَصلِيَةِ)، و كَلِمَةِ تشوغشونا (التي تَعني إرتِعاش)، وكَلمةِ كارا (التي تَعني جلدُ الخَنزيرِ).
يَستَخدمُ هذهَ الطَبَقُ المُنتَجاتَ الزرَاعيةَ والحَيوانيةَ المُختَلفَةَ المُتاحةَ في المَنطِقةِ، بلإضافةِ إلى مَوزِ الجَنةِ الذي يَصِلُ مِنَ المَناطِقِ إلاستوائيِةِ المُنخَفضةِ؛ لإنَ لاتاكونغا تَقَعُ على الطُرُقِ التِجاريةِ بَينَ المنَاطقِ السَاحليةِ والإستوائِيةِ وبَينَ كيتو.
بالرُغمِ أن أصلُها مِنَ لاتاكونغا، يُمكنُ العُثورُ علَى هذه الطَعامِ المَحليّ الشَهيّ في مُدنٍ أُخرى في الإكوادورِ.
أنظر إلى